# UTC+3
UTC+3 se odnosi na sledeće vremenske zone:

## Kao standardno vreme (cele godine)
- Bahrein
- Belorusija
- Irak
- Jemen
- Jordan
- Kuvajt
- Katar
- Saudijska Arabija
- Rusija
  - Moskovsko vreme
- Sirija
- Turska

EAT - Istočnoafričko vreme:
- Komori
- Džibuti
- Eritreja
- Etiopija
- Južni Sudan
- Kenija
- Madagaskar
- Somalija
- Sudan
- Tanzanija
- Uganda

Zavisne teritorije:
- Majot (Francuska)
- Rasejana ostrva u Indijskom okeanu (Basas da Indija, Evropa, Huan de Nova) (Francuska)

## Kao letnje ukazno vreme (severna hemisfera)
EET - Eastern European Time (koriste se evrospka pravila o letnjem vremenu)
- Bugarska
- Grčka
- Estonija
- Kipar (uključujući Akrotiri i Dekeliju (UK) i Tursku Republiku Severni Kipar)
- Letonija
- Litvanija
- Moldavija
- Rumunija
- Ukrajina
- Finska (uključujući  Olandska Ostrva)

Teritorije koje koriste druga pravila o letnjem vremenu:
- Izrael
- Liban
- Palestina (delimično međunarodno priznanje)